# Alexíada
La Alexíada  (griego clásico: Ἀλεξιάς) es un texto histórico y biográfico medieval escrito alrededor del año 1148 por la historiadora y princesa bizantina Ana Comneno, hija del emperador Alejo I Comneno. Aquí ella narra la historia política y militar del Imperio bizantino durante el reinado de su padre Alejo I Comneno, incluidas las campañas militares que este llevó a cabo contra los turcos, pechenegos, cumanos, normandos y cruzados. Esta obra es una de las principales fuentes primarias sobre la historia de Bizancio de las que se tiene conocimiento. La Alexíada documenta la interacción del Imperio Bizantino con la Primera Cruzada y destaca las percepciones conflictivas de Oriente y Occidente a principios del siglo XII.

"Las personas suelen juzgar de acuerdo con sus prejuicios y no de acuerdo con los hechos reales."
Ana Comneno

## Estructura del libro
Su trabajo está dividido en un prólogo y quince libros (la clasificación en libros es una interpretación moderna).
Prólogo
Dificultades para escribir la historia. Motivos para escribir la historia. Luto por su marido.
Libro Primero
Últimas etapas de la vida de Alejo previas a su proclamación como emperador. Inicio de las invasiones normandas.
Libro Segundo
Revolución Comnena 
- Envidia contra la familia
- Causas de la rebelión
- la fuga
- Proclamación de Alejo como emperador.

Libro Tercero
El ascenso de Alejo al trono y luchas con la familia Ducas.
Libro Cuarto
Guerra con los normandos.
Libro Quinto
Continuación de la guerra con los normandos y primera disputa de Alejo con el hereje Juan Italus.
Libro Sexto
Fin de la guerra contra los normandos; la muerte de Roberto Guiscardo; Alejo recupera Kastoriá a manos de los turcos; persecución de los maniqueos; la alianza con Venecia; persecución de magos y astrólogos; nacimiento de su primogénita.
Libro Séptimo
Guerra con los escitas; inicio de las hostilidades; la aplastante derrota del ejército imperial; los cumanos derrotan a los escitas, tregua; los escitas rompen la tregua; actividad de los piratas turcos en Tzachas al oeste de Anatolia; expedición contra los escitas.

Libro Octavo
Fin de la guerra con los escitas; conspiraciones contra el Emperador; continuación de las hostilidades; aplastante victoria en la Batalla de Levounion; el éxito final; conspiraciones y revueltas.
Libro Noveno
Operaciones contra Tzacas y Dálmatas (1092-1094), Conspiración de Nicéforo Diógenes 
- Operaciones en Creta y Chipre
- Eliminación de los Tzacas
- Capitulación de los Dálmatas

Libro Décimo
Guerra contra los Cumanos, La Primera Cruzada
- Operaciones contra los turcos
- Llegada de los primeros cruzados
- Pedro el Ermitaño
- Los cruzados hacen un homenaje al emperador

Libro Undécimo
Primera Cruzada (1097 - 1104) 
- Sitio de Nicea por los cruzados
- Liberación de Nicea
- Éxito de los cruzados
- Asedio de Antioquía
- Éxito en Asia Menor
- Captura de Antioquía y Jerusalén
- Masacre de los normandos a manos de los turcos
- Operaciones en Cilicia )

Libro Duodécimo
Conflictos internos, Segunda invasión normanda (1105-1107) 
- Bohemundo de Tarento
- Alejo organiza las defensas en el oeste

Libro Décimo tercero
Conspiración de Aarón, Segunda invasión de los normandos
- Conspiración de Aarón
- Sitio de Dyrrhachium
- Operaciones en el continente
- Operaciones navales
- Bohemundo pide por la paz
- Las negociaciones de paz
- Perfil de Bohemundo
- Las negociaciones entre Alejo y Bohemundo
- Tratado de Devol

Libro Décimo cuarto
Turcos, francos, cumanos y los maniqueos.
- Éxitos romanos contra los turcos
- Problemas con los francos
- Operaciones navales y en tierra
- Problemas de salud del Emperador
- Operaciones contra los turcos
- Anna habla de sus métodos de escritura de la historia

Libro Décimo quinto
Últimas expediciones, los Bogomilos, la muerte de Alejo
- Guerra contra los turcos y las nuevas tácticas de batalla
- Batalla victoriosa
- Paz con los turcos
- Sultán asesinado por su hermano
- Alejo construye el orfanato
- Supresión de los bogomilos, la Quema Basilio líder de los bogomilos
- La última enfermedad y muerte de Alejo

## Manuscritos conservados
Del texto original se conservan algunos manuscritos y sumarios; entre estos:
- Codex Coislinianus 311, en la colección Fonds Coislin (Paris)
- Codex Florentinus 70,2
- Codex Vaticanus Graecus 1438
- Codex Barberinianus 235 y 236
- Codex Ottobonianus Graecus 131 y 137
- Codex Apographum Gronovii
- Codex Vaticanus Graecus 981 (prólogo y sumario)
- Codex Monacensis Graecus 355 (prólogo y sumario)
- Codex Parisinus Graecus 400 (prólogo y sumario)

## Ediciones y publicaciones
La Alexíada fue editada por primera vez en griego en París por el jesuita francés Petrus Possinus en 1651 y publicada posteriormente por Jacques Paul Migne. La mejor edición publicada es la contenida en el Corpus Scriptorum Historiae Byzantinae de August Immanuel Bekker con una traducción en latín; publicada en la ciudad de Bonn con ediciones de 1839 y 1878.
La novela ‘Count Robert of Paris’ de Walter Scott es considerada por el académico alemán Karl Krumbacher como "una desafortunada copia" de la Alexíada.
| Idioma   | Nombre                                          | Traductor - Editor             | Colección            | Año  |
| -------- | ----------------------------------------------- | ------------------------------ | -------------------- | ---- |
| Español  | La Alexíada                                     | Emilio Díaz Rolando            | Clásicos Universales | 1989 |
| Inglés   | The Alexiad of Anna Comnena                     | Edgar Robert Ashton Sewter     | Penguin Classics     |      |
| Inglés   | The Alexiad of Anna Comnena                     | Elizabeth A. S. Dawes          |                      | 1928 |
| Francés  | Alexiade (Règne de l'Empereur Alexis I Comnène) | Bernard Leib                   | Les Belles Lettres   | 1937 |
| Italiano | L'Alessiade                                     | Giuseppe Rossi                 |                      | 1846 |
| Alemán   | Anna Komnene: Alexias                           | Reinsch von DuMont Reiseverlag |                      | 1996 |